# Prionus curticollis
Prionus curticollis là một loài bọ cánh cứng trong họ Cerambycidae.